# Нова Маківка
Нова Маківка (до 2016 року — Петрі́вське) — село в Україні, у Рокитнянській селищній громаді Білоцерківського району Київської області. Населення становить 442 особи.

## Населення
За даними всеукраїнського перепису населення 2001 року у селі мешкало 442 особи.

### Мова
Розподіл населення за рідною мовою за даними перепису 2001 року був наступним:
| українська | 435 | 98,42 |
| російська  | 6   | 1,36  |
| білоруська | 1   | 0,22  |

## Історія
Постановою Верховної Ради України «Про перейменування окремих населених пунктів та районів» від 19 травня 2016 року № 1377-VIII село Петрівське перейменоване на село Нова Маківка.